# 금붕어
금붕어(학명: Carassius auratus, 영어: goldfish)는 잉어목 잉어과에 속하는 담수어로 관상용 붕어이다.

금붕어는 일본에서부터 교배된 관상용 소형 붕어이며, 치어 일때는 2.5cm에서 4cm, 성어 상태에서는 5cm부터 크게는 30cm로 기네스북에 오른 기록까지 있다.

## 역사

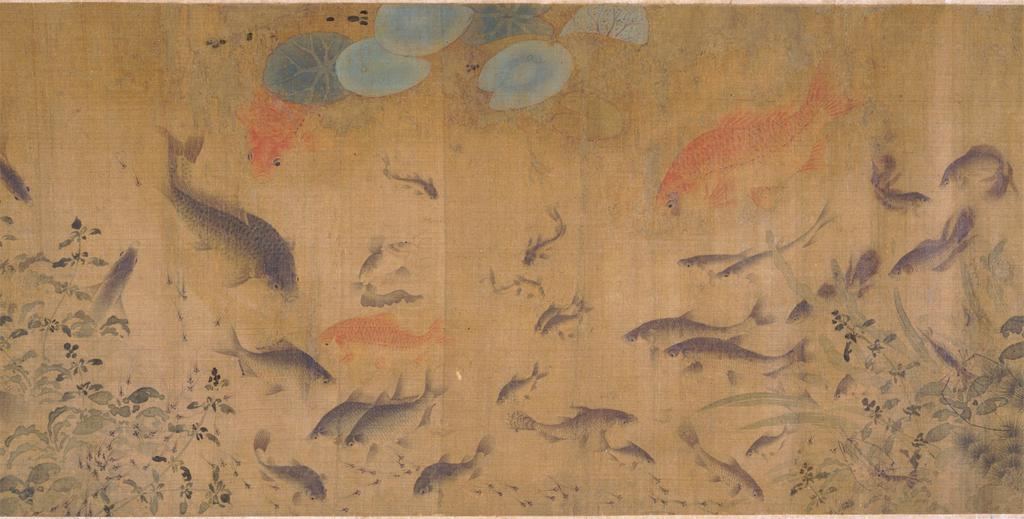
송나라 화가 류채(劉采, 1080년경 ~ 1120년)의 그림 낙화유어도(落花遊魚圖)의 금붕어

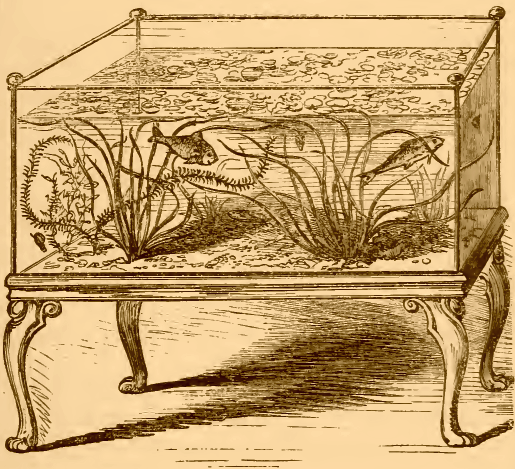
1850년대 유럽의 금붕어 수조

금붕어는 동아시아가 원산지로, 붕어의 돌연변이인 붉은 붕어를 연못에서 키우기 시작한 것이 금붕어 사육 역사의 첫 시작이다. 진 (265년 ~ 420년) 시대에 최초의 기록이 전해진다.
당나라 시기에는 연못과 정원에서 붕어를 키우는 것이 유행했다. 사람들은 은색의 붕어들보다는 돌연변이인 붉은 붕어를 키우기 시작했고, 특별히 손님들에게 보여주고자 작은 어항에 담아 전시하기도 했다.
송나라 시기에 이르러서는 품종개량이 자리를 잡았다. 이 시기에는 왕가 이외의 사람들은 왕실을 상징하는 금색 종류의 금붕어들을 키우는 것이 금지됐다. 이는 유전적으로 노랑 금붕어를 번식시키는 것이 더 쉽지만 노랑 금붕어보다 주황 금붕어가 더 많은 이유로 설명하기도 한다.
명나라 시기에는 금붕어를 실내에서도 기르기 시작했고, 이로 인해 연못에서는 살지 못하는 돌연변이들이 나타났다. 화려한 꼬리를 가진 금붕어가 최초로 기록에 나타나는 시기도 명나라 시기였다. 1603년에는 일본에 금붕어가 전래됐고, 1611년에는 포르투갈과 유럽의 다른 나라들에 전래됐다.
1620년대 남유럽에서는 금붕어가 금속 광택이 나는 비늘로 인해 인기를 끌었고 행운을 상징했다. 이 시기에는 첫 번째 결혼 기념일에 남편이 아내에게 밝은 미래의 상징으로서 금붕어를 선물하는 전통이 생겼으나, 이 전통은 금붕어가 흔해지면서 금붕어의 지위가 낮아져 빠르게 없어지기 시작했다. 1850년 즈음에는 북아메리카에도 금붕어가 전래돼 미국에서 빠르게 인기를 얻었다.
중화인민공화국, 일본과 더불어 한국, 중화민국, 베트남 등 아시아의 각 나라에서도 금붕어를 키워 왔다. 특히 홍콩에서는 주택 사정 등으로 인해 개나 고양이를 키우는 것이 어려워 옛부터 관상어를 키우는 것이 인기를 얻었고, 교외의 농촌에는 금붕어 양어장이 있으며 일본이나 동남아시아에서 다양한 품종을 들여오고 있다. 태국과 인도네시아 등 동남아시아에서는 경제가 성장하며 관상어 사육이 늘어났고, 열대 기후를 살려 중화인민공화국이나 일본에는 없는 새로운 품종을 만들어 주로 일본 등지로 수출하고 있다.

## 금붕어의 품종
수 세기에 걸쳐 이루어진 품종개량으로 다양한 색의 금붕어가 나타났으며, 몇몇 금붕어는 금색과는 전혀 다른 색깔을 갖고 있기도 하다. 몸체와 지느러미, 눈 모양이 다르기도 하며 몇몇 종은 수족관에서만 살 수 있고 야생에 가까운 원종(原種) 및 그와 비슷한 종보다 생명력이 떨어지기도 한다. 오늘날 중화인민공화국에서는 300여 종을 인정하고 있으며 대부분의 금붕어들은 중국이 원산지이다. 잘 알려진 품종들은 다음과 같다.
| 화금 | 화금         | 툭눈금붕어 | 툭눈금붕어 | 수포안 | 수포안       |
| --- | ------------ | --- | ---------- | --- | ------------ |
| 화금(和金)은 빨강, 주황, 금색, 하양, 검정, 노랑 등 다양한 색을 띈다. 와킨 또는 왜금(倭金), 커먼 골드피시(Common goldfish), 피더 골드피시(Feeder goldfish)라고 부르기도 한다.                                                                                |              | 툭눈금붕어는 튀어나온 눈이 특징이며, 붉은툭눈이와 검은툭눈이 등이 있다. 출목금 또는 데메킨(出目金), 텔레스코프(Telescope), 글로브아이(Globe eye), 드래곤아이(Dragon eye)라고 부르기도 한다.       |            | 수포안(水泡眼)은 위를 향한 눈과 두 개의 물주머니 모양의 각막이 특징이다. 버블아이(Bubble eye)라고 부르기도 한다.          |              |
| 딱부리금붕어 | 딱부리금붕어 | 코메트 | 코메트     | 팬테일 | 팬테일       |
| 딱부리금붕어는 위를 향한 튀어나온 눈이 특징이다. 정천안 또는 초텐간(頂天眼), 셀레스티얼아이(Celestial eye)라고 부르기도 한다. |              | 코메트(Comet)는 미국에서 가장 흔한 화려한 품종으로, 두 갈래로 크게 갈라진 꼬리지느러미와 약간 작고 마른 체형 등을 빼면 화금과 비슷하다.                                                           |            | 팬테일(Fantail)은 서양의 유금으로 달걀 모양의 체형과 높은 등지느러미, 네 부분으로 이루어진 긴 꼬리지느러미 등이 특징이다. |              |
| 라이언헤드 | 라이언헤드   | 오란다 | 오란다     | 진주린 | 진주린       |
| 라이언헤드(Lionhead)는 머리 부분에 돌기가 있다. |              | 오란다(Oranda)는 머리에 라즈베리 모양의 돌기가 있으며 눈과 입을 제외한 머리 전체를 감싸고 있다. 네덜란드 사자머리 또는 화란사자두(和蘭獅子頭)라고 부르기도 한다. 네덜란드가 아닌 중국이 원산지다. |            | 진주린(珍珠鱗)은 공 모양의 체형과 팬테일과 비슷한 꼬리지느러미를 갖고 있다. 펄스케일(Pearlscale)이라고 부르기도 한다.     |              |
| 폼폼 | 폼폼         | 유금 | 유금       | 주문금 | 주문금       |
| 폼폼(Pompom)은 콧구멍 사이에 돌기가 있다. 폼폰(Pompon) 또는 하나후사(Hanafusa)라고 부르기도 한다. |              | 유금(琉金)은 짧고 넓은 몸체를 가지고 있다. |            | 주문금(朱文金)은 진주 광택이 나는 비늘과 무늬를 갖고 있다.                                                                |              |
| 베일테일 | 베일테일     | 난주 | 난주       | 팬더툭눈이 | 팬더툭눈이   |
| 베일테일(Veiltail)은 매우 길고 하늘거리는 꼬리가 특징이다. |              | 난주(蘭鋳)는 머리에 돌기가 있으며, 일본에서는 '금붕어의 왕'이라고 부른다. 란추라고 부르기도 한다.                                                                                                 |            | 팬더툭눈이(Panda Telescope)는 툭눈금붕어의 한 종류이다.                                                                   |              |
| 나비꼬리 | 나비꼬리     | 미티어 | 미티어     | 라이언추 | 라이언추     |
| 나비꼬리(蝶尾)는 툭눈금붕어 계열로 두 갈래로 나뉜 꼬리지느러미를 가지고 있으며 꼬리지느러미가 물 속에서 나비를 닮았다고 해 이름이 붙었다. 접미, 버터플라이 테일 무어(Butterfly tail moor), 버터플라이 텔레스코프(Butterfly telescope) 등으로 부르기도 한다. |              | 미티어(Meteor)는 꼬리지느러미가 없다. |            | 라이언추(Lionchu) 또는 라이언헤드 란추(สิงห์ลูกผสม)는 태국이 원산지로 라이언헤드와 난주를 교배시킨 종이다.                   |              |
| 에그피시 | 에그피시     | 추금 | 추금       | 컬드길 | 컬드길       |
| 에그피시(Egg-fish)는 달걀 모양의 몸체를 갖고 있고 등지느러미가 없다. |              | 추금(秋錦)은 난주와 비슷하게 생긴 종류로 19세기 말에 일본에서 난주와 오란다를 교배시킨 종이다. |            | 컬드길(Curled-gill)은 아감딱지가 바깥을 향해 있어 이름이 붙었다. 리버스드길(Reversed-gill)이라고 부르기도 한다.           |              |
| 다마사바 | 다마사바     | 도사금붕어 | 도사금붕어 | 아즈마니시키 | 아즈마니시키 |
| 다마사바(玉サバ)는 유금과 비슷한 몸체를 갖고 있으며 고등어와 비슷한 매우 길고 하늘거리는 꼬리를 갖고 있어 매크럴테일(Mackerel tail)이라고 부르기도 한다. 사바오(Sabao)라고 부르기도 한다.                                                                   |              | 도사금붕어는 부채처럼 넓게 펼쳐지는 큰 꼬리가 특징이다. 도사킨(土佐金) 또는 컬리팬테일(Curly fantail)이라고 부르기도 한다.                                                                        |            | 아즈마니시키(アズマニシキ)는 오란다와 툭눈금붕어를 교배시킨 종이다.                                                       |              |

## 금붕어 기르기
금붕어는 세계에서 가장 많은 품종이 사육되고 있으며 작은 어항에서 사육하면 수명은 10년, 몸길이는 5cm까지 자란다. 어항이 크고 환경이 양호하다면 30년 이상 살고 몸길이가 30cm까지 자란다. 새끼금붕어는 검은빛을 띠다가 성장함에 따라 어미와 똑같은 빛깔과 무늬가 나타나기 시작한다. 물의 온도가 13 °C 이하가 되는 겨울에는 어항이나 연못 바닥에 가만히 움직이지 않고 있다. 이 동안에는 먹이도 먹지 않는다. 그러다가 봄이 되면 다시 활동을 시작하면서 알도 낳는다. 수족관 등에서 파는 금붕어는 양어장에서 치어를 6개월 이상 키운 뒤 시장에 출하한 것이다. 금붕어는 사료를 주어서 키우지만, 장구벌레, 물벼룩등도 잡아먹는다.

### 금붕어 고르기
먹이를 주었을 때 힘차게 헤엄치는 금붕어를 고른다. 어항 구석에서 움직이지 않고 가만히 있는 것은 좋지 않다. 비늘이 떨어지지 않은 것, 지느러미가 굽지 않은 것, 몸의 좌우 균형이 잘 맞는 금붕어를 고르는 것이 좋다.

### 금붕어 기르기 준비
어항에 씻은 강모래를 넣고 물풀을 심는다. 물풀이 너무 많아지면 가끔 조금씩 뜯어낸다. 우물물이나 강물, 또는 받은 지 2-3일 지난 수돗물을 20-30cm 정도 깊이로 붓는다. 물의 깊이는 어항 크기에 따라 달라질 수 있으며 어항의 물이 흐려지거나 더러워져 금붕어가 수면에서 입을 뻐끔거리기 전에 물을 갈아 준다. 어항은 창가에 놓고, 직사광선이 닿을 때는 어항의 4분의 3 정도를 골판지로 막아 준다. 어항에 뾰족한 돌이나 장난감 다리·탑 등을 넣으면 금붕어가 상처를 입기 쉬우므로 넣지 않는 것이 좋다.

### 금붕어 돌보기
사 온 금붕어를 어항에 넣을 때는 물의 온도가 갑자기 바뀌지 않도록 금붕어가 들어 있는 비닐 봉지를 그대로 어항 물 속에 넣는다. 약 30분 정도 지나 어항 물과 비닐 봉지 안의 물의 온도가 비슷해졌을 때, 금붕어를 어항에 풀어 준다. 너비 30cm 정도의 어항이라면 두 마리 정도가 알맞다. 또한 실내에서 기르기 때문에 물의 온도가 높아지기 쉽고 물의 온도가 높아지면 산소가 부족해지므로 공기펌프 등을 준비한다.

### 금붕어 먹이 주기
가게에서 파는 금붕어 전용 먹이를 주는 것이 좋다. 지렁이는 병균을 옮길 수 있으므로 가능하면 주지 않도록 한다. 먹이는 2개씩 매일 세 번씩 아침 점심 저녁으로 준다. 먼저 준 먹이를 다 먹었는지 확인한 뒤에 다음 먹이를 준다. 어항의 물이 더러워지지 않도록 다 먹지 못한 먹이는 스포이트로 빨아 낸다. 물은 1-2주일에 한번 30%정도 간다. 또, 한두 달에 한 번 절반씩 바꾼다. 어항 유리가 더러워지거나 물 밑에 지저분한 것이 쌓이면 청소를 해 주어야 하는데 청소를 할 때에는 물 밑의 모래도 깨끗하게 잘 씻는다. 먹이가 없으면 밥풀등 을 조금씩 줘도된다.

## 동물복지 문제

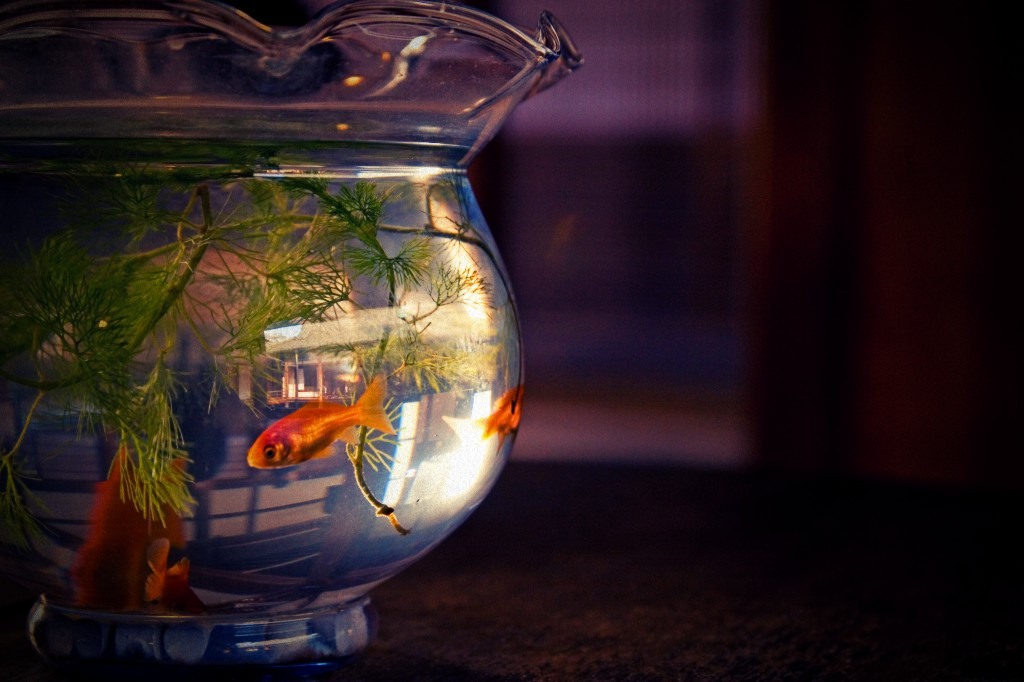
어항에 담긴 금붕어

어항은 금붕어의 건강에 치명적이며 몇몇 지역에서는 동물보호에 따라 어항을 금지시키기도 했다. 어항을 영구적인 수조로 쓰는 것은 고대 중국에서 연못에서 기르던 금붕어를 가끔씩 손님들에게 보여주고자 작은 어항에 담아 전시하던 것을 잘못 이해한 데서 유래했다.
어항 또는 작은 수조에 담긴 금붕어는 높은 암모니아와 아질산염 농도, 낮은 산소 농도로 인해 성장이 더뎌지고 질병에 시달려 죽게 된다. 다른 관상어들과는 달리 금붕어는 배설물을 많이 배출하고 많은 양의 산소를 필요로 하므로 잘 자라기 위해서는 잘 여과된 상당한 양의 물이 필요하다. 또한 모든 금붕어들은 약 13cm 정도로 자랄 수 있고, 30cm가 넘게 자라는 종도 있다.
많은 나라에서 사육제와 전시회 등지에서 금붕어를 비닐봉투에 담아 경품으로 주기도 한다. 2004년 이탈리아의 몬차는 금붕어와 다른 동물을 경품으로 주는 것을 금지시켰으며 2005년 말 로마에서도 금지시켰다. 영국에서도 정부가 동물복지법의 일환으로 이를 금지시키기 위한 법안을 냈으나 금붕어를 보호자가 동반하지 않은 아이에게 주는 것을 금지시키는 데 그쳤다.
일본에서는 마쓰리 등 축제 기간에 뜰채로 금붕어를 낚는 긴교스쿠이라는 전통놀이를 한다. 금붕어 대신 얌체공을 쓰기도 한다.
집에서 기르던 금붕어를 방생해 청계천에서 금붕어가 잡히거나 미국 네바다주의 타호호와 오스트레일리아 웨스턴오스트레일리아주 퍼스의 퍼스강에서 40cm와 1kg이 넘는 금붕어가 잡히는 등의 문제도 일어나고 있다.

## 미신
인도네시아에서는 초대형 금붕어가 잡히면 재앙이 닥칠 징조가 되므로 풀어주어야 한다는 미신이 있다. 2018년 6월 18일 토바호에서 여객선이 침몰해 170 명이 사망, 실종되는 재앙이 있었는데, 사건이 있기 며칠 전에 주민이 대왕 금붕어를 잡았다는 것.

## 같이 보기
- 수산양식